# Paul Shyvers
Paul Shyvers (* 9. Dezember 1970; † 22. November 2012) war ein englischer Regisseur von Musikvideos. Hierbei war er  auf Livekonzerte spezialisiert.

## Leben
Paul Shyvers zeigte  bereits in seiner Schulzeit großes Interesse für Rockmusik und Medien. Er spielte Schlagzeug in verschiedenen Bands, bis er Mitte der 1990er Jahre einen Job als Hilfskraft beim britischen MTV annahm. Dort bekam er schließlich die Gelegenheit, zusammen mit Zane Lowe eine Sendung namens brand:new zu entwickeln und dadurch viele Kontakte mit Bands zu knüpfen, die er bei gelegentlichen Gigs mit DVC-Kameras filmte. MTV-International wurde daraufhin auf Shyvers aufmerksam und lud ihn zu einem Newcomer-Regisseur-Tag ein, an dem er in zwei Stunden eine Band im Studio live aufnehmen und anschließend das Material schneiden konnte, um damit eine Probe seines Könnens abzuliefern. 
Bereits eine Woche später bekam Shyvers von MTV den Auftrag, Regie bei der Konzertaufnahme von Linkin Park in Mailand zu führen. 
Seither filmte Shyvers eine Vielzahl internationaler Musiker, darunter Coldplay, Red Hot Chili Peppers, The Strokes, The Who, Foo Fighters, R.E.M., Green Day und Die Toten Hosen. Shyvers arbeitete für Splinter Films in London.
Paul Shyvers starb am 22. November 2012 nach langer, schwerer Krankheit. Er war verheiratet und hatte zwei Söhne.

## Filmografie (Auswahl)

### Videos
- 2002 Coldplay: Clocks (live)
- 2005 The Strokes: Juicebox
- 2005 Die Toten Hosen: Alles wird vorübergehen
- 2009 Die Toten Hosen: Alles was war

### DVDs
- 2004 Die Toten Hosen: Rock am Ring Live
- 2005 Keith Barry Live with Friends
- 2005 Heimspiel! Die Toten Hosen – Live in Düsseldorf
- 2005 Die Toten Hosen: Nur zu Besuch
- 2006 Beyoncé Knowles: Beyonce at the BBC
- 2008 Die Toten Hosen Hals + Beinbruch – Live bei Rock am Ring  DVD
- 2008 Kaiser Chiefs: Never Miss A Beat: Live From Elland Road
- 2008 Bushido: Live in der O2 World Berlin - Heavy Metal Payback
- 2009 Die Toten Hosen: Machmalauter – Live in Berlin
- 2009 Die Toten Hosen: Auf die harte Tour – Live im SO36
- 2012 Die Toten Hosen: Noches como Estas – Live in Buenos Aires